# Sabá no cristianismo

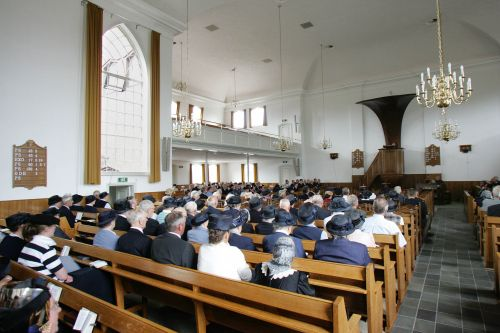
As denominações cristãs que ensinam o Sabá do primeiro dia, como a Igreja Presbiteriana Livre da Irlanda do Norte, guardam o Dia do Senhor como um dia de adoração e descanso.

O Sabá no cristianismo é a inclusão de um dia de Sabá, ou seja, um dia reservado para descanso e adoração, uma prática obrigatória descrita nos Dez Mandamentos, de acordo com a bênção de Deus para o sétimo dia (sábado), tornando-o sagrado, "porque nele Deus descansou de toda a sua obra que havia feito na Criação". A prática estava associada à reunião do povo para adorar nas sinagogas no dia conhecido como Sabá.
Os primeiros cristãos, a princípio majoritariamente judeus, guardavam o sétimo dia (sábado) com oração e descanso. No início do segundo século, o Padre Inácio de Antioquia aprovou a não observância do Sabá. A prática atual majoritária dos cristãos é guardar o domingo, chamado de Dia do Senhor, em vez do sétimo dia judaico (sábado) como um dia de descanso e adoração.
Possivelmente devido a um movimento iniciado no início do século XIV pelos Ewostatewos, que ganhou aprovação do imperador Zara Yaqob, os cristãos etíopes guardam um Sabbath de dois dias, abrangendo o sábado e o domingo.
Em consonância com as ideias dos puritanos dos séculos XVI e XVII, as Igrejas Presbiteriana e Congregacionalista, bem como as Igrejas Metodista e Batista, consagraram as visões sabatistas do primeiro dia (domingo) em suas confissões de fé, guardando o Dia do Senhor como o Sabá cristão. Embora as práticas difiram entre as denominações cristãs, as práticas comuns do Primeiro Dia incluem assistir aos cultos da igreja pela manhã e à noite aos domingos, participar das aulas de catequese na Escola Dominical no Dia do Senhor, tirar o Dia do Senhor do trabalho servil, não comer em restaurantes aos domingos, não fazer compras aos domingos, não usar transporte público no Dia do Senhor, bem como não participar de eventos esportivos realizados aos domingos; Os cristãos que guardam o domingo geralmente se envolvem em obras de misericórdia no Dia do Senhor, como evangelismo, além de visitar prisioneiros nas cadeias e enfermos em hospitais e asilos.
A partir do século XVII, alguns grupos de cristãos restauracionistas, em sua maioria fiéis que guardam o sétimo dia (sábado), formaram comunidades que praticavam a guarda do sábado.

## História

### Horário do Sabá
O Sabá hebraico, o sétimo dia da semana, é "sábado", mas no calendário hebraico um novo dia começa ao pôr do sol (ou, por costume, cerca de 20 minutos antes) e não à meia-noite. Portanto, o Sabá coincide com o que hoje é comumente identificado como o pôr do sol de sexta-feira até a noite de sábado, quando três estrelas ficam visíveis pela primeira vez no céu noturno. O Sabá continuou a ser guardado no sétimo dia na igreja cristã primitiva. Até hoje, o dia litúrgico continua a ser guardado de acordo com o cálculo hebraico nos calendários nas Igrejas Ortodoxas e nas Igrejas Ortodoxas Orientais. Na Igreja Católica Latina, "o dia litúrgico vai da meia-noite à meia-noite. Entretanto, a celebração dos domingos e das solenidades começa já na noite do dia anterior".
Em questões não litúrgicas, a lei canônica da Igreja Católica Latina define que um dia começa à meia-noite.

### Cristianismo primitivo
Os cristãos judeus continuavam a guardar o Sabá, mas se reuniam no final do dia, em um sábado à noite. Nos evangelhos, as mulheres são descritas como tendo ido ao túmulo vazio, em grego: εις μια των σαββατων, que se traduz como "em direção ao primeiro [dia] do Sabá", embora seja frequentemente traduzido como "no primeiro dia da semana". Isso fica claro em Atos 20:7, quando Paulo continuou sua mensagem "até a meia-noite" e um jovem foi dormir e caiu da janela. Os cristãos comemoram no domingo porque é o dia em que Jesus ressuscitou dos mortos e em que o Espírito Santo veio aos apóstolos. Embora a reunião dos cristãos para adoração no primeiro dia da semana (domingo para os gentios) remonte a Atos e seja mencionada historicamente por volta de 115 d.C., o édito de Constantino foi o início de muitos outros cristãos guardando apenas o domingo e não o sábado. Os escritos patrísticos atestam que, por volta do século II, tornou-se comum celebrar a Eucaristia em dias de adoração. Um Padre da Igreja, Eusébio de Cesareia, que se tornou bispo de Cesareia Marítima por volta de 314 d.C., afirmou que, para os cristãos, "o Sabá havia sido transferido para o domingo".
De acordo com Sócrates de Constantinopla e Sozomeno, a maior parte da Igreja primitiva (exceto Roma e Alexandria) guardava o Sabá do sétimo dia na Páscoa.

### Adoração corporativa
Embora a observância da Eucaristia no Dia do Senhor tenha sido estabelecida separadamente do Sabá judaico, a centralidade da própria Eucaristia fez dela a observância inicial mais comum sempre que os cristãos se reuniam para adoração. Em muitos lugares e épocas, até o século IV, eles continuaram a se reunir semanalmente no dia do Sabá, e também no Dia do Senhor, celebrando a Eucaristia em ambos os dias. Nenhuma desaprovação da observância do Sabá da festa cristã foi expressa nos concílios da igreja primitiva que tratavam do judaísmo. O Concílio de Laodicéia (363-364), por exemplo, determinou apenas que as eucaristias do Sabá deveriam ser observadas da mesma forma que as do primeiro dia. Neander sugeriu que as eucaristias do Sabá em muitos lugares eram mantidas "como uma festa em comemoração à Criação".
As questões sobre as práticas hebraicas que continuaram no século II tendiam a se relacionar principalmente com o Sabá. Justino Mártir, que frequentava o culto no primeiro dia, escreveu sobre a cessação da observância do Sabá hebraico e afirmou que o Sabá foi ordenado como um sinal temporário para Israel para ensiná-lo sobre a pecaminosidade humana, não sendo mais necessário depois que Cristo veio ao mundo livre de pecados. Ele rejeitou a necessidade de guardar um Sabá do sétimo dia, argumentando, em vez disso, que "a nova lei exige que você guarde o Sabá constantemente." No entanto, Justino Mártir acredita que o Sabá só foi atribuído a Moisés e aos israelitas. De acordo com J.N. Andrews, historiador e teólogo, ele menciona: "Em sua estimativa (de Justino), o Sabá era uma instituição judaica, absolutamente desconhecida pelos homens de bem antes da época de Moisés e sem autoridade alguma desde a morte de Cristo". Ele identifica isso por meio dos escritos de Justino: "Você vê que os elementos não estão ociosos e não guardam o Sabá? Permaneçam como nasceram. Pois se não havia necessidade da circuncisão antes de Abraão, ou da observância do Sabá, das festas e dos sacrifícios, antes de Moisés, não há mais necessidade deles agora, depois que, de acordo com a vontade de Deus, Jesus Cristo, o Filho de Deus, nasceu sem pecado, de uma virgem nascida da linhagem de Abraão." Com mais esclarecimentos, Andrews também afirma: "Ele (Justino) não apenas declara que os judeus foram ordenados a guardar o Sabá por causa de sua maldade, mas no capítulo dezenove ele nega que qualquer Sabá tenha existido antes de Moisés. Assim, depois de citar Adão, Abel, Enoque, Ló e Melquisedeque, ele diz: "Além disso, todos esses homens justos já mencionados, embora não guardassem o Sabá, eram agradáveis a Deus". Mas, embora negue a instituição do Sabá antes da época de Moisés, ele faz esta declaração a respeito dos judeus: "E foi-vos ordenado que guardásseis o Sabá, para que conservásseis o memorial de Deus." E faz esta declaração, dizendo: "Para que saibais que eu sou Deus, que vos remiu" [Ezequiel 20:12]. Sobre essas declarações de Justino Mártir, J.N. Andrews conclui: "O Sabá é de fato o memorial do Deus que fez os céus e a Terra. E que absurdo negar que esse memorial foi estabelecido quando a obra criativa foi feita e afirmar que dois mil e quinhentos anos se passaram entre a obra e o memorial!"

### Dia de descanso
Um tema comum nas críticas ao descanso do Sabá hebraico era a ociosidade, que não estava de acordo com o espírito cristão de descanso. Ireneu (final do século II), também citando a observância contínua do Sabá, escreveu que o cristão "não será ordenado a deixar ocioso um dia de descanso, se estiver constantemente guardando o Sabá", e Tertuliano (início do século III) argumentou "que ainda mais devemos observar um Sabá de todo trabalho servil, e não apenas a cada sétimo dia, mas por todo o tempo". Essa interpretação metafórica inicial do Sabá o aplicava a toda a vida cristã.
Inácio, alertando contra a "judaização" na Epístola de Inácio aos Magnesianos, contrasta as práticas judaicas do Sabá com a vida cristã que inclui o Dia do Senhor:
Portanto, não guardemos mais o Sabá segundo o costume judaico, nem nos alegremos com os dias de ociosidade. [...] Mas cada um de vós guarde o Sabá espiritualmente, regozijando-se na meditação da lei, e não no relaxamento do corpo, admirando a obra de Deus, e não comendo o que foi preparado no dia anterior, nem bebendo bebidas mornas, nem andando dentro do espaço determinado, nem se deleitando com danças e louvores sem sentido. E, depois da observância do Sabá, todo amigo de Cristo guarde o Dia do Senhor como festa, o dia da ressurreição, a rainha e o principal de todos os dias.
Os séculos II e III solidificaram a ênfase da igreja primitiva na adoração dominical e sua rejeição da observância judaica (baseada na Lei Mosaica) do Sabá e da forma de descanso. A prática cristã de seguir o Sabá à maneira dos hebreus declinou, levando Tertuliano a observar que "para [nós] os dias de Sabá são estranhos" e não guardados. Mesmo no final do século IV, a "judaização" ainda era, às vezes, um problema dentro da Igreja, mas nessa época era fortemente repudiada como heresia. O domingo era um dia útil no Império Romano. Em 7 de março de 321, entretanto, o imperador romano Constantino I emitiu um decreto civil tornando o domingo um dia de descanso do trabalho, declarando:
Todos os juízes, o povo da cidade e os artesãos devem descansar no venerável dia do sol. Os habitantes do campo, entretanto, podem se dedicar livremente ao cultivo dos campos, porque frequentemente acontece que nenhum outro dia é mais adequado para plantar os grãos nos sulcos ou as videiras nas trincheiras. Assim, a vantagem dada pela providência celestial não pode perecer por ocasião de um curto período de tempo.
Embora estabelecido apenas na lei civil, e não em um princípio religioso, a Igreja acolheu o desenvolvimento como um meio pelo qual os cristãos poderiam participar mais facilmente do culto dominical e guardar o descanso cristão. Em Laodiceia, a Igreja incentivou os cristãos a usarem o dia para o descanso cristão sempre que possível, sem atribuir a ele qualquer regulamentação da Lei Mosaica e, de fato, anatematizando a observância hebraica do Sabá. A lei civil e seus efeitos tornaram possível um padrão na vida da Igreja que foi imitado ao longo dos séculos em muitos lugares e culturas, sempre que possível.

### Da Antiguidade à Idade Média
Agostinho de Hipona seguiu os primeiros escritores patrísticos ao espiritualizar o significado do Mandamento do Sabá, referindo-se ao descanso escatológico em vez da observância de um dia literal. Esses escritos, no entanto, serviram para aprofundar a ideia do descanso cristão no domingo, e sua prática ganhou destaque no início da Idade Média.
Tomás de Aquino ensinou que os Dez Mandamentos são uma expressão da lei natural que vincula todos os homens e, portanto, o Mandamento do Sabá é uma exigência moral juntamente com os outros nove. Assim, no Ocidente, o descanso no domingo tornou-se mais intimamente associado a uma aplicação cristã do Sabá, um desenvolvimento em direção à ideia de um "Sabá cristão" em vez de um Sabá hebraico. A adoração e o descanso dominical combinavam-se poderosamente para se relacionar com os preceitos do Mandamento do Sabá.

#### Continuação de práticas hebraicas
O Sabá do sétimo dia foi guardado, pelo menos esporadicamente, por uma minoria de grupos durante a Idade Média.
Na Igreja primitiva da Irlanda, há evidências de que um descanso no sábado pode ter sido mantido junto com a missa no domingo como o Dia do Senhor. Parece que muitas das leis canônicas da Irlanda daquele período eram derivadas de partes das leis de Moisés. Na biografia de Adomnan de Iona sobre São Columba, ele descreve a morte de Columba dizendo, em um sábado: "Hoje é realmente meu Sabá, pois é meu último dia nesta vida cansativa, quando guardarei o Sabá depois de meus trabalhos penosos. À meia-noite deste domingo, como diz a Escritura, 'seguirei o caminho de meus pais'" e ele morre naquela noite. A identificação desse dia de Sabá como um sábado na narrativa é clara no contexto, porque Columba é registrado como tendo visto um anjo na missa do domingo anterior e a narrativa afirma que ele morre na mesma semana, no dia de Sabá no final da semana, durante a 'noite do Senhor' (referindo-se à noite de sábado e à manhã de domingo).
Um grupo oriental de cristãos guardadores do Sabá, mencionado entre os séculos VIII e XII, é chamado de atenienses porque se abstinham de impurezas e bebidas intoxicantes, chamados de Athinginians em Neander: "Essa seita, que tinha sua sede principal na cidade de Armorion, na alta Frígia, onde residiam muitos judeus, surgiu de uma mistura do Judaísmo e e do Cristianismo. Eles uniram o batismo à observância de todos os ritos do Judaísmo, com exceção da circuncisão. Talvez possamos reconhecer um ramo das seitas judaizantes mais antigas."
O Cardeal Hergenrother diz que eles mantinham uma relação íntima com o Imperador Miguel II (821-829 d.C.) e atesta que eles guardavam o Sabá. No final do século XI, o Cardeal Humbert ainda se referia aos nazarenos como um corpo cristão que guardava o Sabá. Mas nos séculos X e XI, houve uma grande expansão das seitas do Oriente para o Ocidente. Neander afirma que a corrupção do clero forneceu um campo de vantagem muito importante para atacar a igreja dominante. A vida abstêmia desses cristãos, a simplicidade e a seriedade de sua pregação e ensino tiveram seu efeito. "Assim, nós os encontramos surgindo imediatamente no século XI, nos países mais diversos e mais distantes uns dos outros, na Itália, na França e até mesmo nos distritos de Harz, na Alemanha." Da mesma forma, também, "são encontrados vestígios de guardadores do Sabá nas épocas de Gregório I, Gregório VII e no século XII na Lombardia."

### Igrejas Ortodoxas Orientais
As igrejas ortodoxas Tewahedo celebram o Sabá, uma prática proselitista na Igreja Ortodoxa Oriental da Etiópia nos anos 1300 por Ewostatewos (ዮስጣቴዎስ, grego antigo: Ευστάθιος, romanizado: Eustathios). Em resposta à pressão colonial dos missionários da Igreja Católica nos anos 1500, o imperador São Gelawdewos escreveu sua confissão, uma apologia das crenças e práticas tradicionais, incluindo a observância do Sabá e uma defesa teológica do miafisismo da Ortodoxia Oriental.

### Reforma Protestante

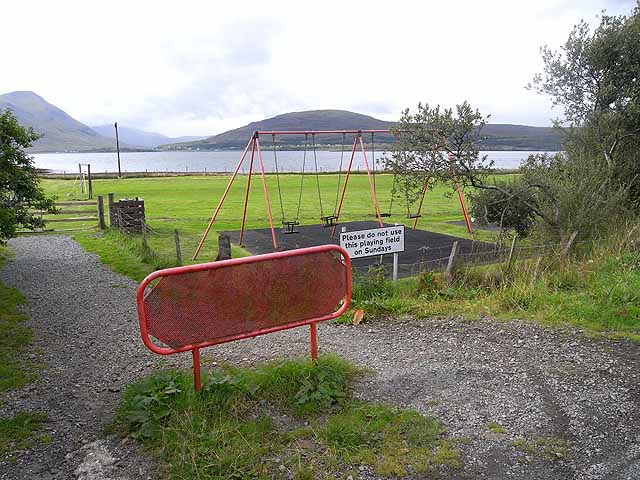
Um campo de recreação em Raasay exibindo uma placa "Por favor, não use este campo de jogos aos domingos"

Os reformadores protestantes, a partir do século XVI, trouxeram novas interpretações da lei cristã para o Ocidente. O Catecismo de Heidelberg das Igrejas Reformadas, fundadas por João Calvino, ensina que a lei moral contida nos Dez Mandamentos é obrigatória para os cristãos e que instrui os cristãos a viverem a serviço de Deus em gratidão por Sua graça demonstrada ao redimir a humanidade. Da mesma forma, Martinho Lutero, em seu trabalho contra o antinomianismo, rejeitou a ideia da abolição dos Dez Mandamentos. Eles também viam o descanso dominical como uma instituição cívica estabelecida pela autoridade humana, que proporcionava uma ocasião para o descanso corporal e a adoração pública. Outro protestante, John Wesley, declarou: "Esse 'escrito de ordenanças' nosso Senhor apagou, tirou e pregou em Sua cruz. Mas a lei moral contida nos Dez Mandamentos e imposta pelos profetas, Ele não tirou. ... A lei moral está em um alicerce totalmente diferente da lei cerimonial ou ritual. ... Cada parte dessa lei deve permanecer em vigor para toda a humanidade e em todas as épocas."

O Sabá se espalhou entre os protestantes continentais e ingleses durante os séculos XVII e XVIII. Os puritanos da Inglaterra e da Escócia trouxeram um novo rigor para a observância do Dia do Senhor cristão em relação à observância costumeira do domingo, que eles consideravam frouxa. Eles apelaram para as ordenanças do Sabá com a ideia de que somente a Bíblia pode vincular a consciência dos homens sobre se ou como eles farão uma pausa no trabalho, ou impor a obrigação de se reunir em um determinado horário. Seu raciocínio influente também se espalhou por outras denominações, e foi principalmente por meio de sua influência que o "Sabá" se tornou o equivalente ao "Dia do Senhor" ou "domingo". O Sabá Dominical está consagrado em sua expressão mais madura, a Confissão de Fé de Westminster (1646), na tradição teológica Calvinista. Os parágrafos 7 e 8 do Capítulo 21 (Of Religious Worship, and the Sabbath Day) dizem:
7. Assim como é lei da natureza que, em geral, uma proporção adequada de tempo seja separada para a adoração a Deus, assim também, em sua Palavra, por meio de um mandamento positivo, moral e perpétuo, que vincula todos os homens em todas as épocas, ele designou especialmente um dia em cada sete como Sabá, para ser santificado a ele: que, desde o início do mundo até a ressurreição de Cristo, era o último dia da semana; e, a partir da ressurreição de Cristo, foi mudado para o primeiro dia da semana, que, nas Escrituras, é chamado de Dia do Senhor, e deve continuar até o fim do mundo, como o Sabá cristão.
8. Esse Sabá é então santificado ao Senhor, quando os homens, depois de prepararem seus corações e resolverem seus assuntos comuns de antemão, não apenas guardam um descanso sagrado, durante todo o dia, de suas próprias obras, palavras e pensamentos sobre suas ocupações e recreações mundanas, mas também se dedicam, durante todo o tempo, aos exercícios públicos e privados de Sua adoração e aos deveres de necessidade e misericórdia.
A confissão sustenta que não apenas o trabalho é proibido no domingo, mas também "obras, palavras e pensamentos" sobre "ocupações e recreações mundanas". Em vez disso, o dia inteiro deve ser ocupado com "exercícios públicos e privados de Sua adoração, e nos deveres de necessidade e misericórdia".
O Sabá dominical é às vezes chamado de "Sabá Puritano", que pode ser contrastado com o "Sabá Continental", que segue as Confissões de Fé Reformadas da Europa Continental, como o Catecismo de Heidelberg, que enfatiza o descanso e a adoração no Dia do Senhor, mas não proíbe explicitamente as atividades recreativas. Entretanto, na prática, muitos cristãos reformados continentais também se abstêm de atividades recreativas no Sabá, seguindo a admoestação do autor do Catecismo de Heidelberg, Zacharias Ursinus, de que "santificar o Sabá é não passar o dia em preguiça e ociosidade".
Embora a prática do Sabá do primeiro dia tenha diminuído no século 18, o Primeiro Grande Despertar no século 19 levou a uma preocupação maior com a observância do domingo. A fundação do Ministério Cristão do Primeiro Dia (Day One Christian Ministries) em 1831 foi influenciada pelo ensino de Daniel Wilson.

### Teologia comum
Muitos teólogos cristãos acreditam que a observância do Sabá não é obrigatória para os cristãos de hoje, citando, por exemplo, Colossenses 2:16-17.
Alguns cristãos não-sabatistas defendem o descanso físico do Sabá em qualquer dia escolhido da semana, e alguns defendem o Sabá como uma metáfora simbólica para o descanso em Cristo; o conceito do Dia do Senhor é geralmente tratado como sinônimo de "Sabá". Essa interpretação não-sabatista geralmente afirma que a obediência de Jesus e a Nova Aliança cumpriram as leis do Sabá, os Dez Mandamentos e a Lei de Moisés, que, portanto, não são consideradas leis morais obrigatórias e, às vezes, são consideradas abolidas. Embora o domingo seja frequentemente guardado como o dia de reunião e adoração cristã, de acordo com a tradição da igreja, os mandamentos do Sabá são dissociados dessa prática.
Os cristãos não-sabatistas também citam Coríntios 3:2-3, em que os fiéis são comparados a "uma carta de Cristo, o resultado de nosso ministério, escrita (...) não em tábuas de pedra, mas nos corações humanos"; essa interpretação afirma que os cristãos não seguem mais os Dez Mandamentos com ortodoxia morta ("tábuas de pedra"), mas seguem uma nova lei escrita nos "corações humanos". Em Coríntios 3:7-11 lemos que "se o ministério que trouxe a morte, que foi gravado em letras na pedra, veio com glória..., o ministério do Espírito não será ainda mais glorioso? E se o que estava se desvanecendo veio com glória, quão maior é a glória do que perdura!" Isso é interpretado como um ensinamento de que os cristãos da Nova Aliança não estão vinculados à Lei Mosaica e que a guarda do Sabá não é necessária. Além disso, como "o amor é o cumprimento da lei", considera-se que a "lei" da Nova Aliança se baseia inteiramente no amor e anula as exigências do Sabá.

O teólogo metodista Joseph D. McPherson critica esses pontos de vista e ensina que o Dia do Senhor como o Sabá cristão do primeiro dia é obrigatório:
Alguns argumentam que essa visão restrita do Sabá cristão é derrubada pela carta de São Paulo aos Romanos, na qual ele escreve: "Um homem considera um dia mais importante do que outro; outro considera todos os dias iguais. Cada um esteja plenamente convicto em sua própria mente. Aquele que considera o dia, considera-o para o Senhor; e aquele que não considera o dia, para o Senhor não o considera." É um erro supor que o apóstolo tenha em mente o Sabá ao escrever essas palavras. Essa suposição errônea seria uma distorção de suas palavras e significado fora do contexto. Em primeiro lugar, é preciso lembrar que ele está escrevendo para uma igreja cujos membros são compostos tanto por judeus quanto por gentios convertidos. Expositores bíblicos confiáveis, como Adam Clarke, concordam que "aqui se faz referência às instituições judaicas e, especialmente, às suas festas, como a Páscoa, o Pentecostes, a Festa dos Tabernáculos, as Luas Novas, o Jubileu, etc.". Os cristãos judeus continuaram a considerar esses dias e festivais especiais como sendo de obrigação moral. Por outro lado, os cristãos gentios nunca haviam sido treinados para guardar esses dias especiais relacionados à lei cerimonial judaica e, portanto, não tinham desejo de guardá-los. Além disso, aqueles que tinham sido fundamentais em sua conversão não lhes impuseram tal exigência. Consequentemente, eles não deram nenhuma atenção religiosa a esses dias especiais da instituição judaica. "O gentio convertido", escreve Clarke, "valoriza cada dia - considera que todo o tempo é do Senhor e que cada dia deve ser dedicado à glória de Deus; e que essas festas não são obrigatórias para Ele". Assim, conclui-se que "com relação à conveniência ou não de se guardar os dias e festivais [especiais judaicos], 'que cada um esteja plenamente convicto em sua própria mente'; há latitude suficiente permitida; todos podem ficar plenamente satisfeitos". "Nossos tradutores acrescentaram a palavra "igualmente" no versículo 5. Essa palavra, de acordo com Clarke, "não deveria ser adicionada; nem é reconhecida por qualquer versão [manuscrita] ou antiga". Ao acrescentar a palavra "igualmente", eles "fazem o texto dizer o que certeza de que nunca foi pretendido, a saber, que não há distinção de dias, nem mesmo o Sabá: e que todo cristão tem a liberdade de considerar até mesmo esse dia como santo ou não santo, conforme sua própria convicção". "Que o Sabá é de obrigação duradoura", escreve Clarke, "pode ser razoavelmente concluído a partir de sua instituição e de suas referências típicas. Todos admitem que o Sabá é um tipo de descanso na glória que permanece para o povo de Deus. Ora, todos têm a intenção de continuar em pleno vigor até que o antítipo, ou coisa significada, ocorra; consequentemente, o Sabá continuará em vigor até a consumação de todas as coisas" (Commentary, 6:151).

### Descanso espiritual
Os não-sabatistas que afirmam que a guarda do Sabá permanece para o povo de Deus, frequentemente consideram isso como um descanso espiritual de uma semana ou um futuro descanso celestial em vez de um descanso semanal físico. Por exemplo, Ireneu via o descanso do Sabá dos assuntos seculares por um dia a cada semana como um sinal da maneira como os cristãos eram chamados a se dedicar permanentemente a Deus, e m símbolo escatológico. Uma das interpretações dos Hebreus afirma que o Sabá do sétimo dia não é mais como um dia regular e literal de descanso, mas, em vez disso, é uma metáfora simbólica para o "descanso" eterno da salvação que os cristãos desfrutam em Cristo, que por sua vez foi prefigurado pela terra prometida de Canaã:
O NT indica que o Sabá seguiu seu próprio caminho e encontrou seu objetivo na obra redentora de Cristo. É fiel ao NT dizer que o Sabá Mosaico, como uma questão legal e semanal, era um símbolo temporário de uma salvação mais fundamental e abrangente, sintetizada e fundamentada no próprio Sabá da criação de Deus e levada a seu cumprimento (de forma ainda não realizada) na obra redentora de Cristo. Os crentes devem, de fato, "guardar o Sabá", não mais pela observância de um dia da semana, mas agora pela manutenção daquilo para o qual Ele apontava: o evangelho do [Reino de Deus].

## Igrejas sabatistas
Grande parte do cristianismo ocidental passou a ver o domingo como uma transferência da observância do Sabá para o primeiro dia da semana, identificando o domingo com um "Sabá cristão" do primeiro dia. Embora a prática sabatista do primeiro dia tenha declinado durante o século 18, deixando poucos seguidores, sua preocupação com observâncias mais rigorosas do domingo teve influência no Ocidente, moldando a origem do Sabá cristão. O termo não se aplica mais a um conjunto específico de práticas, mas tende a ser usado para descrever o estabelecimento geral da adoração dominical e das observâncias de descanso dentro do cristianismo. Isso não implica necessariamente o deslocamento do próprio Sabá, que geralmente é reconhecido como sendo o sábado. Dessa forma, o Sabá cristão geralmente representa uma reinterpretação do significado do Sabá à luz da lei, das ênfases da prática e dos valores cristãos.

### Catolicismo Romano
Na Igreja Católica Latina, o domingo é guardado em comemoração à ressurreição de Jesus e celebrado com a Eucaristia. O Dia do Senhor é considerado tanto o primeiro dia quanto o "oitavo dia" da semana, simbolizando tanto a primeira criação quanto a nova criação. Os católicos romanos consideram o primeiro dia como um dia de reunião para adoração. No espírito do Sabá, os católicos devem guardar um dia de descanso do trabalho servil, que também se torna "um dia de protesto contra a servidão do trabalho e a adoração do dinheiro." Esse dia é tradicionalmente guardado no domingo em conjunto com o Dia do Senhor.
Um resumo do ensinamento católico é: "Faça o possível para guardar o descanso do Sabá nos domingos e dias santos, ouça a Santa Missa e reserve um tempo para descansar a mente e o corpo." O Código de Direito Canônico de 1917 estipulava que "Nos dias de festa de preceito, a missa deve ser ouvida; há uma abstinência de trabalho servil, atos legais e, da mesma forma, a menos que haja um indulto especial ou costumes legítimos que estabeleçam o contrário, de comércio público, compras e vendas públicas." Exemplos de trabalhos servis proibidos sob essa injunção incluem "arar, semear, colher, costurar, calçar, costurar, imprimir, trabalhos de alvenaria" e "todos os trabalhos em minas e fábricas"; atividades comerciais, como "marketing, feiras, compra e venda, leilões públicos, compras em lojas" também são proibidas.
Buscando defender a Lei do Dia do Senhor na Nova França, a Liga Católica Dominical foi formada em 1923 para promover restrições ao primeiro dia sabático na província, especialmente contra os cinemas.
Em 1998, o Papa João Paulo II escreveu uma carta apostólica Dies Domini, "sobre a santificação do Dia do Senhor". Ele incentivou os católicos a se lembrarem da importância de santificar o domingo, pedindo que ele não perdesse seu significado ao ser misturado com uma mentalidade de "fim de semana".

### Igreja Ortodoxa
A adoração ortodoxa do domingo não é uma observância direta do Sabá. A Igreja Ortodoxa guarda o primeiro dia (domingo litúrgico, começando no sábado à noite) como uma celebração semanal, a lembrança da ressurreição de Cristo e uma mini-Páscoa. Como tal, ele tende a ocupar o primeiro lugar nas observâncias de uma semana, compartilhando esse lugar apenas com outras celebrações importantes que ocorrem de tempos em tempos. A Divina Liturgia é sempre celebrada, unindo os participantes na Terra com aqueles que oferecem a adoração no reino de Deus e, portanto, unindo o primeiro dia ao oitavo dia, no qual a comunhão de toda a Igreja com Cristo é plenamente realizada.
A Igreja afirma que sua autoridade para designar o horário dessa celebração (e de todas as observâncias) deriva da autoridade dada aos apóstolos e passada aos bispos por meio da imposição de mãos, em prol do governo da Igreja na Terra e sob a orientação do Espírito Santo. Ela não trata a adoração dominical como uma transferência da adoração no Sabá, mas identifica o Sabá, ainda no sábado, como um "tipo" bíblico, um precursor, realizado somente após o cumprimento da Lei Mosaica por Cristo. Assim, o Sabá e a Lei Mosaica permanecem como professores, lembrando os cristãos de adorar em santidade, mas agora de acordo com a graça, nas observações cristãs e na adoração dominical.
A graça recebida no batismo vincula a Igreja a Cristo, que deu ao Seu povo a liberdade de buscá-Lo diretamente, e não de buscar o que quer que seja que lhe convenha. O objetivo dessa liberdade é sempre a união com Cristo e a manutenção dessa união o tempo todo, durante esta vida e na próxima, o que às vezes é descrito como a "santificação do tempo". Portanto, a graça nunca permite o que quer que seja pecaminoso ou inútil para a salvação, como a preguiça ou a folia hedonista. Em vez disso, ela se torna um guia mais rigoroso para o comportamento do que qualquer código legal, até mesmo a Lei Mosaica, e disciplina o crente em algum grau de esforço ascético.
A Ortodoxia não reconhece nenhum tempo obrigatório para o descanso, um dia ou qualquer outro período, mas a Igreja conduz o indivíduo à santidade de diferentes maneiras e reconhece a necessidade de economia e de descanso. Atividades como o sono, o relaxamento e a recreação tornam-se uma questão de equilíbrio, de manejo adequado e de aceitação da misericórdia de Deus. Basílio de Cesareia agradece por isso em uma oração frequentemente feita pelos cristãos ortodoxos pela manhã, depois de se levantarem: "Nós te bendizemos, ó Deus Altíssimo e Senhor da Misericórdia, ... Que nos destes o sono para o descanso de nossa enfermidade e para o repouso de nossa carne tão cansada." Em reconhecimento às dádivas de Deus, portanto, a Igreja acolhe e apoia as leis civis que proporcionam um dia de folga do trabalho, que então se tornam oportunidades para os cristãos orarem, descansarem e se envolverem em atos de misericórdia. Os cristãos respondem com graça, lembrando-se tanto do exemplo do descanso do Sabá quanto do senhorio de Cristo.

#### O Cristianismo Oriental e as observâncias do sábado e do domingo
As Igrejas Ortodoxas Orientais e Católicas Orientais fazem distinção entre o Sabá (sábado) e o Dia do Senhor (domingo), e ambos continuam a desempenhar um papel especial para os fiéis. Muitas paróquias e mosteiros servem a Divina Liturgia tanto na manhã de sábado quanto na manhã de domingo. A Igreja nunca permite o jejum rigoroso em qualquer sábado (exceto no Sábado Santo) ou domingo, e as regras de jejum nos sábados e domingos que caem durante uma das estações de jejum (como a Grande Quaresma, o Jejum dos Apóstolos etc.) são sempre relaxadas até certo ponto. Durante a Grande Quaresma, quando a celebração da liturgia é proibida nos dias de semana, sempre há liturgia no sábado e no domingo. A Igreja também tem um ciclo especial de leituras bíblicas (Epístola e Evangelho) para os sábados e domingos, que é diferente do ciclo de leituras destinado aos dias de semana. Entretanto, o Dia do Senhor, por ser uma celebração da Ressurreição, é claramente mais enfatizado. Por exemplo, na Igreja Ortodoxa Russa, o domingo é sempre guardado com uma vigília que dura toda a noite toda de sábado, e em todas as Igrejas Católicas Orientais ele é ampliado com hinos especiais que são cantados somente no domingo. Se um dia de festa cai em um domingo, ele é sempre combinado com os hinos do domingo (a menos que seja uma Grande Festa do Senhor). O sábado é celebrado como uma espécie de pós-festa do domingo anterior, no qual vários dos hinos do domingo anterior são repetidos.
Em parte, os cristãos orientais continuam a celebrar o sábado como Sabá devido ao seu papel na história da salvação: foi em um sábado que Jesus "descansou" no túmulo da caverna após a Paixão. Também por esse motivo, o sábado é um dia para a comemoração geral dos falecidos, e hinos especiais de réquiem são frequentemente entoados nesse dia. Os cristãos ortodoxos também reservam tempo para ajudar os pobres e necessitados nesse dia.

### Luteranismo
O fundador luterano Martinho Lutero declarou: "Eu me pergunto muito como foi imputado a mim que eu deveria rejeitar a lei dos Dez Mandamentos. ... Todo aquele que abole a lei deve necessariamente abole também o pecado." A Confissão Luterana de Augsburgo, falando das mudanças feitas pelos pontífices católicos romanos, declara: "Eles se referem ao dia de Sabá como tendo sido transformado no Dia do Senhor, contrariamente ao Decálogo, ao que parece. Tampouco há qualquer exemplo de que eles façam mais do que a mudança do dia de Sabá. Grande, dizem eles, é o poder da Igreja, uma vez que ela dispensou um dos Dez Mandamentos!" O historiador da igreja luterana Augustus Neander afirma: "A celebração do domingo, como todas as outras celebrações, sempre foi apenas uma ordenança humana".
A escritora luterana Marva Dawn mantém um dia inteiro como Sabá, defendendo o descanso durante qualquer período semanal completo de 24 horas e favorecendo o descanso do pôr do sol de sábado ao pôr do sol de domingo, mas considerando a adoração corporativa como "uma parte essencial da recuperação do Sabá de Deus".

### Igreja de Jesus Cristo dos Santos dos Últimos Dias
Em 1831, Joseph Smith publicou uma revelação ordenando que seu movimento, a Igreja de Jesus Cristo dos Santos dos Últimos Dias, fosse à casa de oração, oferecesse seus sacramentos, descansasse de seus trabalhos e pagasse suas devoções no Dia do Senhor (D&C 59:9-12). Os seguidores desse movimento acreditam que isso significa não realizar nenhum trabalho que os impeça de dar total atenção às questões espirituais (Êxodo 20:10). Os profetas do movimento descreveram isso como significando que eles não devem fazer compras, caçar, pescar, assistir a eventos esportivos ou participar de atividades semelhantes nesse dia. Spencer W. Kimball escreveu em seu livro O Milagre do Perdão (The Miracle of Forgiveness) que o mero descanso ocioso no Sabá não mantém o dia santo e que ele exige pensamentos e atos construtivos.
Os membros da Igreja de Jesus Cristo dos Santos dos Últimos Dias são incentivados a preparar suas refeições com "singeleza de coração" no Sabá e acreditam que o dia é apenas para atividades justas (Is. 58:13). Na maioria das regiões do mundo, os seguidores desse movimento têm seu momento de adoração no domingo.

### Igrejas e organizações sabatistas do primeiro dia
A observância do Dia do Senhor (domingo) como o Sabá cristão é conhecida como sabatismo do primeiro dia, e essa visão foi historicamente anunciada por denominações não conformistas, como congregacionalistas, presbiterianos, metodistas e batistas, bem como por muitos episcopais. O sabatismo do primeiro dia impactou a cultura cristã ocidental, com influências que permanecem até os dias atuais, por exemplo, as leis dominicais.

### Presbiteriana, Congregacionalista e Batista Reformada

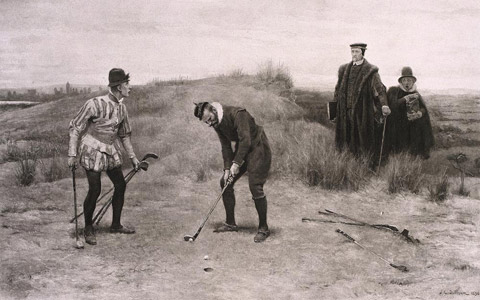
The Sabbath Breakers, de J.C. Dollman (1896)

A Confissão de Fé de Westminster, historicamente defendida pelos presbiterianos, ordena a crença na doutrina sabatista do primeiro dia:
Assim como é lei da natureza que, em geral, uma proporção adequada de tempo seja separada para a adoração a Deus, assim também, em sua Palavra, por meio de um mandamento positivo, moral e perpétuo, que vincula todos os homens em todas as épocas, ele designou especialmente um dia em cada sete como Sabá, para ser santificado a ele: que, desde o início do mundo até a ressurreição de Cristo, era o último dia da semana; e, a partir da ressurreição de Cristo, foi mudado para o primeiro dia da semana, que, nas Escrituras, é chamado de Dia do Senhor, e deve continuar até o fim do mundo, como o Sabá cristão. Esse Sabá é então santificado ao Senhor, quando os homens, depois de prepararem seus corações e resolverem seus assuntos comuns de antemão, não apenas guardam um descanso sagrado, durante todo o dia, de suas próprias obras, palavras e pensamentos sobre suas ocupações e recreações mundanas, mas também se dedicam, durante todo o tempo, aos exercícios públicos e privados de Sua adoração e aos deveres de necessidade e misericórdia.
A Declaração de Savoy, defendida pelos congregacionalistas puritanos, bem como a Segunda Confissão Batista de Londres, defendida pelos batistas reformados, apresentavam pontos de vista sabatistas do primeiro dia idênticos aos expressos na Confissão de Westminster.

### Batista Geral
Os batistas gerais também defendem a doutrina sabatista do último dia em suas confissões de fé; por exemplo, o Tratado sobre a Fé e Prática dos Batistas de Livre Arbítrio (Treatise on the Faith and Practice of the Free Will Baptists) declara:
Este é um dia em sete, que desde a criação do mundo Deus separou para descanso sagrado e serviço santo. Sob a antiga dispensação, o sétimo dia da semana, como comemoração da obra da criação, foi separado para o Dia do Senhor. Sob o evangelho, o último dia da semana, em comemoração à ressurreição de Cristo, e por autoridade de Cristo e dos apóstolos, é guardado como o Sabá cristão. Nesse dia, exige-se que todos os homens se abstenham do trabalho secular e se dediquem à adoração e ao serviço de Deus.

### Metodista
De acordo com o Metodismo histórico, a Disciplina da Conexão Bíblica Metodista de Igrejas consagra o sabatismo do primeiro dia:
Acreditamos que o Dia do Senhor, celebrado no domingo, o primeiro dia da semana, em toda a igreja cristã, é o Sabá cristão, que guardamos reverentemente como um dia de descanso e adoração e como o memorial contínuo da ressurreição de nosso Salvador. Por essa razão, nós nos abstemos do trabalho secular e de todo comércio nesse dia santo, exceto o exigido por misericórdia ou necessidade.
Considerado o "príncipe dos teólogos metodistas", William Burt Pope explicou que "Seu propósito original [o Sabá] de comemorar a criação e dar testemunho do governo do Deus Único foi mantido, mas, como a nova criação da humanidade em Jesus Cristo revelou mais plenamente o Deus Trino, o dia da ressurreição do Senhor, o primeiro dia da semana, tornou-se o Sabá cristão, ou o Dia do Senhor". Pope delineou que o Sabá cristão foi "dado pelo próprio Cristo, o Senhor também do Sabá", pois com "Sua ressurreição deu início a uma designação formal do primeiro dia e, com o Pentecostes, Ele finalmente o ratificou". O teólogo sistemático metodista Richard Watson delineou que a observância do Sabá faz parte da imutável lei moral e "sua observância está ligada durante toda a era profética às mais altas promessas, suas violações às mais severas maldições; era entre os judeus, na época de nosso Senhor, um dia de reunião religiosa solene, e era assim observado por ele; Quando foi mudado para o primeiro dia da semana, era o dia em que os cristãos se reuniam; era chamado, por eminência, de 'o Dia do Senhor'; e temos autoridade para dizer que, tanto na dispensação do Velho quanto na do Novo Testamento, ele é usado como um tipo expressivo do descanso celestial e eterno."

### Igreja dos Irmãos
A política da Igreja dos Irmãos, uma denominação anabatista conservadora da tradição dos Irmãos Schwarzenau, ensina que "o primeiro dia da semana é o Sabá cristão e deve ser guardado como um dia de descanso e adoração. (Mat. 28:1; Atos 20:7; João 20:1; Marcos 16:2)"

### Interdenominacional
As organizações que promovem o sabatismo dominical incluem o Ministério Cristão do Primeiro Dia (anteriormente conhecido como Sociedade de Observância do Dia do Senhor) no Reino Unido. Com o apoio inabalável das principais denominações cristãs, foram formadas organizações sabatistas, como a União Americana Sabatista (também conhecida como Aliança do Dia do Senhor) e a Liga Dominical da Americana, após a Guerra Civil Americana, para preservar a importância do domingo como o Sabá cristão. Fundada em 1888, a Liga Dominical da Americana continua a "incentivar todas as pessoas a reconhecerem e observarem um dia de descanso sabático e a adorarem o Senhor Jesus Cristo ressuscitado no Dia do Senhor, o domingo". O Conselho de Administração da Liga Dominical Americana é composto por clérigos e leigos de igrejas cristãs, incluindo as tradições batista, católica, episcopal, luterana, metodista, não denominacionalista, ortodoxa, presbiteriana e reformada. A União Cristã de Temperança da Mulher também apoia os pontos de vista sabatistas e trabalhou para refleti-los na esfera pública. No Canadá, a Aliança do Dia do Senhor (renomeada Associação Dominical do Canadá) foi fundada e fez lobby com sucesso para aprovar em 1906 a Lei do Dia do Senhor, que não foi revogada até 1985. Ao longo de sua história, as organizações sabatistas, como a Aliança do Dia do Senhor, montaram campanhas, com o apoio, tanto no Canadá quanto na Grã-Bretanha, dos sindicatos trabalhistas, com o objetivo de impedir que os interesses seculares e comerciais dificultem a liberdade de adoração e impeçam que eles explorem os trabalhadores.
O fundador do Moody Bible Institute declara: "O Sabá era obrigatório no Éden e tem estado em vigor desde então. Esse quarto mandamento começa com a palavra 'lembra-te', mostrando que o Sabá já existia quando Deus escreveu a lei nas tábuas de pedra no Sinai. Como os homens podem afirmar que esse único mandamento foi eliminado quando admitem que os outros nove ainda são obrigatórios?"

## Igrejas sabatistas do sétimo dia

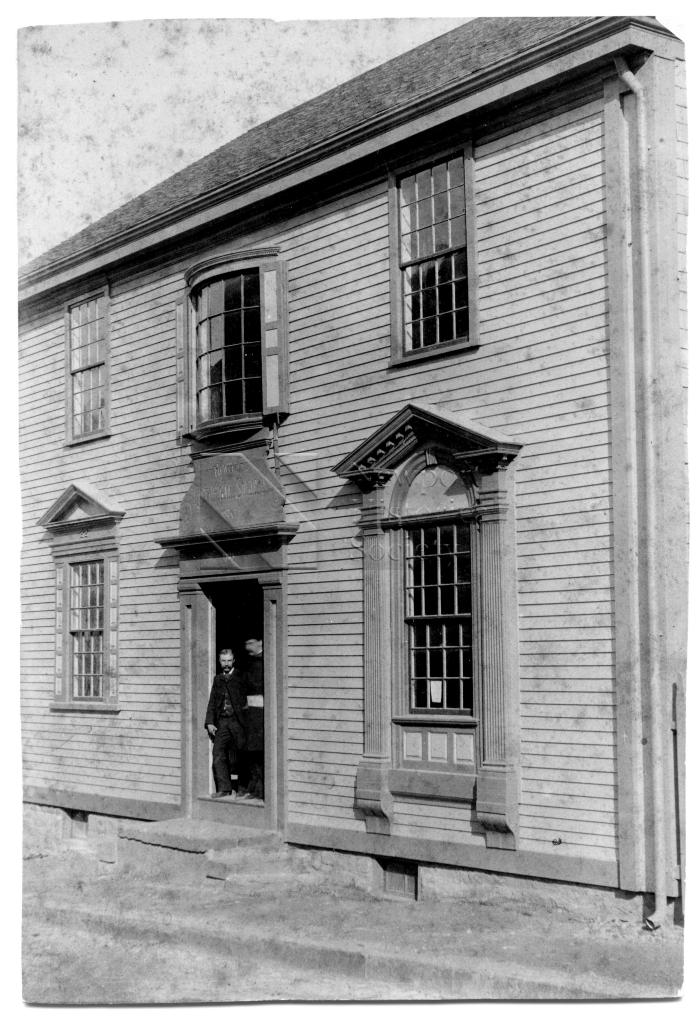
A mais antiga igreja sabatista das Américas (Batista do Sétimo Dia), construída em 1730, Newport, Rhode Island.

Os protestantes do sétimo dia consideram o Sabá como um dia de descanso para toda a humanidade e não apenas para Israel, com base na declaração de Jesus, "o Sabá foi feito para o homem", e nas reuniões sabáticas das igrejas primitivas. O Sabatismo do Sétimo Dia tem sido criticado como um esforço para combinar as leis do Antigo Testamento, praticadas no judaísmo, com o cristianismo, ou para reviver os judaizantes da Epístola ou os ebionitas.
Os sabatistas do sétimo dia praticam uma estrita observância do Sabá do sétimo dia, semelhante ao Sabá no judaísmo. O início ocorreu em Londres, onde o seguidor do pregador John Traske (1586-1636), chamado Hamlet Jackson, estudante autodidata da Bíblia, convenceu Traske da observância do sétimo dia. Muitos seguidores aderiram à observância do Sabá após os escritos e pregações de Traske, inclusive sua esposa Dorothy Traske.
Em 1650, James Ockford publicou em Londres o livro The Doctrine of the Fourth Commandment, Deformed by Popery, Reformed & Restored to its Primitive Purity, que foi o primeiro escrito de um batista defendendo a observância do Sabá. Suas ideias deram origem aos Batistas do Sétimo Dia, formados no início do século XVII na Inglaterra. O estabelecimento da primeira Igreja Batista do Sétimo Dia foi em 1651 e é a mais antiga denominação moderna do Sabá do sétimo dia. O casal Stephen e Anne Mumford foram os primeiros batistas do sétimo dia nas Américas e, com outros cinco batistas que guardavam o Sabá , estabeleceram em 1672 a primeira Igreja Batista do Sétimo Dia nas Américas, localizada em Newport, expandindo-se para outros territórios.
A Igreja Mundial de Deus (Worldwide Church of God), agora conhecida como Comunhão da Graça Internacional (Grace Communion International), estabelecida por Herbert W. Armstrong na década de 1930, ensinava a observância estrita do Sabá do sétimo dia. Desde a morte de Armstrong em 1986, a Comunhão da Graça Internacional não reconhece mais a observância do Sabá do sétimo dia como uma exigência doutrinária rigorosa. A Igreja Unida de Deus (United Church of God), a Igreja de Deus da Filadélfia (Philadelphia Church of God) e a Igreja Internacional de Deus (International Church of God), denominações iniciadas por ex-membros da Igreja Mundial de Deus desiludidos com o abandono dos ideais de Armstrong, continuam a aderir à exigência do Sabá do sétimo dia.

### Igreja Adventista do Sétimo Dia

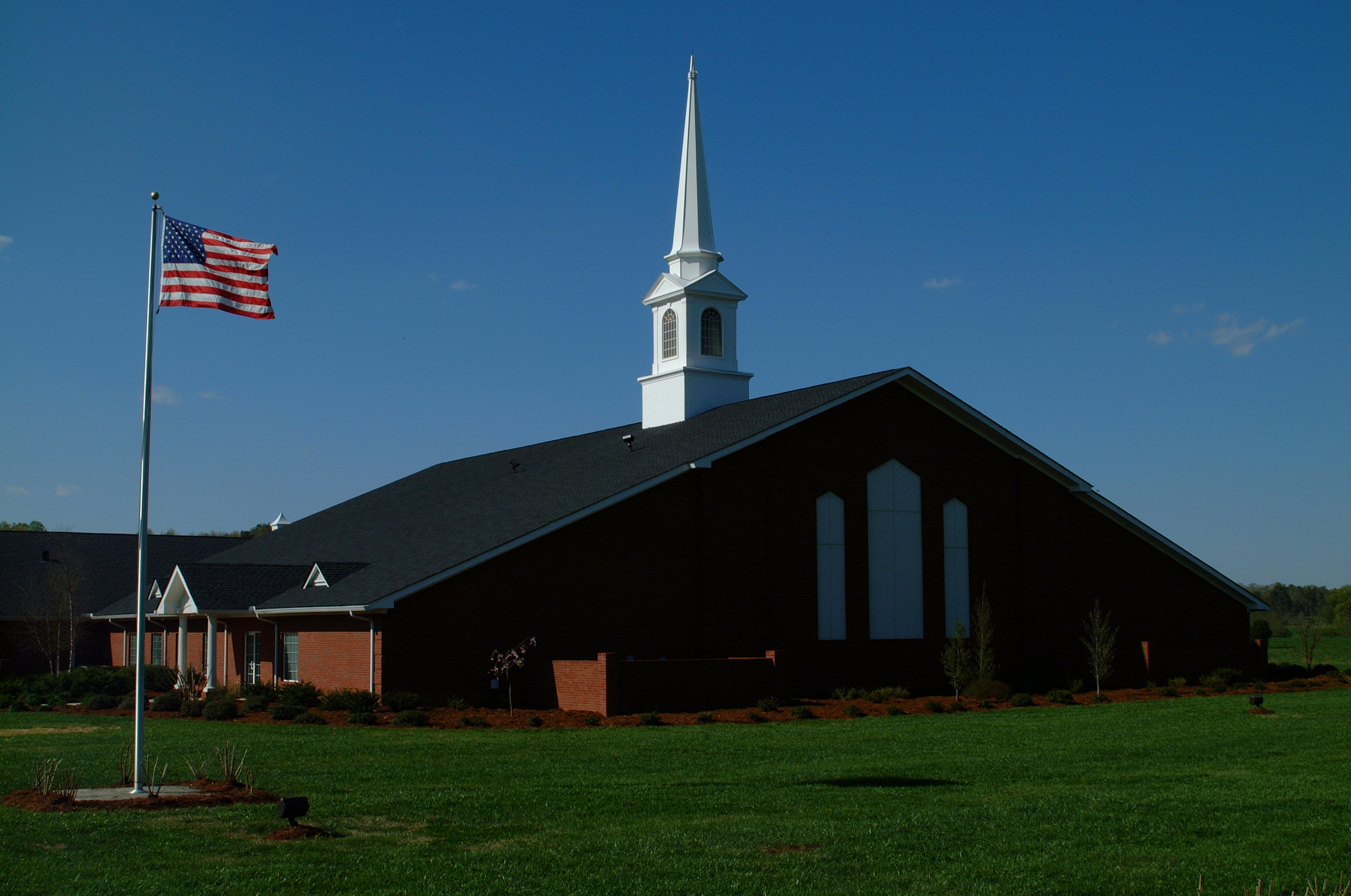
Uma Igreja Adventista do Sétimo Dia

A Igreja Adventista do Sétimo Dia surgiu em meados do século XIX na América, depois que Rachel Oakes, uma batista do sétimo dia, entregou um folheto sobre o Sabá a um adventista seguidor do millerismo, que o transmitiu a Ellen G. White.

A Crença Fundamental nº 20 da Igreja Adventista do Sétimo Dia declara:
O benéfico Criador, após os seis dias da Criação, descansou no sétimo dia e instituiu o Sabá para todas as pessoas como um memorial da Criação. O quarto mandamento da lei imutável de Deus exige a observância desse Sabá do sétimo dia como o dia de descanso, adoração e ministério em harmonia com o ensino e a prática de Jesus, o Senhor do Sabá . O Sabá é um dia de agradável comunhão com Deus e uns com os outros. É um símbolo de nossa redenção em Cristo, um sinal de nossa santificação, um símbolo de nossa fidelidade e uma antecipação de nosso futuro eterno no reino de Deus. O Sabá é o sinal perpétuo de Deus de Sua aliança eterna entre Ele e Seu povo. A alegre observância desse tempo sagrado, de tarde em tarde, de pôr do sol em pôr do sol, é uma celebração dos atos criativos e redentores de Deus.
—Crenças fundamentais dos Adventistas do Sétimo Dia

## Termos relacionados
Por sinédoque, o termo "Sabá" no Novo Testamento também pode significar simplesmente uma "se'nnight" ou uma semana de sete dias, ou seja, o intervalo entre dois Sabás. A parábola de Jesus sobre o fariseu e o publicano descreve o fariseu como jejuando "duas vezes por semana" (grego dis tou sabbatou, literalmente, "duas vezes do Sabá").
Sete festivais bíblicos anuais, chamados pelo nome miqra ("assembleia convocada") em hebraico e "High Sabbath" em inglês, servem como testemunhos suplementares do Sabá. Elas estão registradas nos livros de Êxodo e Deuteronômio e não ocorrem necessariamente no Sabá. Eles são guardados pelos judeus e por uma minoria de cristãos. Três deles ocorrem na primavera: o primeiro e o sétimo dia da Passover e o Pentecostes. Quatro ocorrem no outono, no sétimo mês, e também chamadas de Shabbaton: a Festa Cristã das Trombetas; Yom Kippur, "Sabbath of Sabbaths"; e o primeiro e oitavo dias da Festa dos Tabernáculos.
O ano de Shemitá (hebraico שמיטה, literalmente, "libertação"), também chamado de Ano Sabático, é o sétimo ano do ciclo agrícola de sete anos determinado pela Torá para a Terra de Israel. Durante a Shemitá, a terra deve ser deixada em pousio. Um segundo aspecto da Shemitá diz respeito a dívidas e empréstimos: quando o ano termina, as dívidas pessoais são consideradas anuladas e perdoadas.
O Sabá judaico é um dia de descanso semanal semelhante ao Sabá cristão, guardado desde o pôr do sol de sexta-feira até o aparecimento de três estrelas no céu no sábado à noite; também é guardado por uma minoria de cristãos. Normalmente, o Sabá é iniciado com o acendimento de velas pouco antes do pôr do sol, em horários calculados de acordo com a Halacá, que mudam de semana para semana e de lugar para lugar.
A lua nova, que ocorre a cada 29 ou 30 dias, é uma ocasião importante sancionada separadamente no judaísmo e em algumas outras religiões. Não é amplamente considerada como Sabá, mas algumas igrejas hebraicas e pentecostais, como os Novos Israelitas nativos do Peru e a Igreja Adventista do Sétimo Dia da Criação, guardam o dia da lua nova como Sabá ou dia de descanso, da noite anterior até a noite seguinte. Os cultos da lua nova podem durar o dia todo.
Na África do Sul, os bôeres cristãos celebram o dia 16 de dezembro, o Dia da Promessa (agora chamado de Dia da Reconciliação), como Sabá anual (dia sagrado de ação de graças) desde 1838, comemorando uma famosa vitória dos bôeres sobre o Reino Zulu.
Muitos dos primeiros escritores cristãos do século II, como pseudo-Barnabés, Ireneu, Justino Mártir e Hipólito de Roma, seguiram o judaísmo rabínico (Mishna) ao interpretar o Sabá não como um dia literal de descanso, mas como um reinado de mil anos de Jesus Cristo, que se seguiria a seis milênios de história mundial.
O uso secular do termo "Sabá" para "dia de descanso", embora geralmente se refira ao domingo, é frequentemente usado na América do Norte para se referir a propósitos diferentes dos da cristandade para o dia de descanso. Em McGowan v. Maryland (1961), a Suprema Corte dos Estados Unidos sustentou que as leis dominicais contemporâneas de Maryland (tipicamente, leis de descanso dominical) tinham a intenção de promover os valores seculares de "saúde, segurança, recreação e bem-estar geral" por meio de um dia comum de descanso, e que esse dia coincidente com o Sabá cristão não reduz sua eficácia para fins seculares nem impede que adeptos de outras religiões observem seus próprios dias santos.

## Observações
1. ↑  O calendário civil do antigo Império Romano, o calendário juliano (fundado em 45 a.C.), marcava os dias de forma vaga na prática geral, já que o horário da meia-noite era difícil de determinar amplamente naquela época. Assim, a igreja primitiva adotou facilmente para seu próprio uso a fórmula do pôr do sol ao pôr do sol do calendário hebraico para marcar os dias, mesmo depois de começar a calcular a Páscoa de acordo com o calendário juliano. Seu ciclo diário de serviços religiosos começava com as Vésperas, que geralmente eram celebradas logo após o pôr do sol, no início da noite. Esse padrão foi incorporado à prática litúrgica romana e oriental e continua em uso na Igreja Ortodoxa Oriental até hoje.

### Obras citadas

#### Primeiro Dia
- Dawn, Marva J. (1989). Keeping the Sabbath Wholly: Ceasing, Resting, Embracing, Feasting. Grand Rapids: [s.n.]
- Dawn, Marva J. (2006). The Sense of the Call: A Sabbath Way of Life for Those Who Serve God, the Church, and the World. [S.l.: s.n.]
- United States Catholic Conference, Inc. (1997). «You Shall Love the Lord Your God with All Your Heart, and with All Your Soul, and with All Your Mind, Article 3, The Third Commandment». Catechism of the Catholic Church 2d ed. New York City: Doubleday. 2168–2195

#### Sétimo Dia
- Bacchiocchi, Samuele (1977). From Sabbath to Sunday. [S.l.]: Pontifical Gregorian University Press; Biblical Perspectives. Consultado em 23 de maio de 2007. Cópia arquivada em 10 de junho de 2007
- Bacchiocchi, Samuele (Junho de 1980). Divine Rest for Human Restlessness. [S.l.]: Biblical Perspectives. ISBN 978-99946-1-024-2
- Bacchiocchi, Samuele (1998). The Sabbath Under Crossfire: A Biblical Analysis Of Recent Sabbath/Sunday Developments. [S.l.]: Biblical Perspectives
- Ford, Desmond (1981). The Forgotten Day. [S.l.: s.n.]
- Strand, Kenneth A., ed. (Julho de 1982). The Sabbath in Scripture and History. Washington, D.C.: Review and Herald Publishing Association. ISBN 978-0-8280-0037-6
- Tonstad, Sigve K. (Novembro de 2009). The Lost Meaning of the Seventh Day. Berrien Springs, Michigan: Andrews University Press. ISBN 978-1-883925-65-9

#### Não sabatistas
- Brinsmead, Robert (Junho de 1981). Sabbatarianism Re-examined. [S.l.]: Verdict Publishing 4:4
- Ratzlaff, Dale; Muth, Don; Tinker, Richard; Fredericks, Richard (2003). Sabbath in Christ. [S.l.: s.n.]

#### Variados
- Carson, Don A., ed. (1982). From Sabbath to Lord's Day. [S.l.]: Wipf & Stock Publishers/Zondervan. ISBN 978-1-57910-307-1